# 발레리 오르티스
발레리 오르티스(Valery Ortiz, 1984년 8월 1일 ~ )는 푸에르토리코의 배우, 싱어송라이터이다.